# Paul Reynaud
Paul Reynaud (15. října 1878 Barcelonnette, Francie - 21. září 1966 Neuilly-sur-Seine, Francie) byl francouzský politik a prominentní právník meziválečného období. Byl předposledním premiérem Třetí republiky.

## Život
Po vypuknutí války odmítl podporovat příměří s Německem a rezignoval na funkci. Neúspěšně se pokusil o útěk z Francie, ale byl zadržen. V roce 1942 byl vydán do Německa, kde byl vězněn v Sachsenhausenu. Později byl přesunut do věznice v hradu Itter v Rakousku, kde se v roce 1945 dočkal osvobození.
Po válce se stal opět prominentním politikem a postupně vystřídal několik ministerských postů. Podporoval vytvoření Spojených států evropských a podílel se na vytvoření ústavy pro Pátou republiku. V roce 1962 po neshodách s prezidentem de Gaullem odešel z působení ve vládě.